# Фоминский (Коношский район)
Фоминский — посёлок в Коношском районе Архангельской области. Административный центр сельского поселения МО «Вохтомское».

## География
Посёлок находится к северу от райцентра Коноша, участке Северной железной дороги Коноша — Няндома, на реке Вохтомица (приток Волошки). К северу от посёлка находится деревня Куфтыревская, к востоку — Мелентьев Пал, к северу — Грехнев Пал.

## Население
| 2002 | 2010 | 2012 |
| ---- | ---- | ---- |
| 79   | ↘62  | →62  |

## Транспорт
Железнодорожная станция Фоминская относится к Архангельскому региону Северной железной дороги. Расстояние от Москвы 732 км.

## Топографические карты
- Лист карты P-37-105,106 Подюга. Масштаб: 1 : 100 000. Состояние местности на 1980 год. Издание 1985 г.
- Фоминский на Wikimapia
- Фоминский. Публичная кадастровая карта